# IC 2497
IC 2497 ist eine Spiralgalaxie vom Hubble-Typ S: im Sternbild Kleiner Löwe am Nordsternhimmel. Sie ist rund 672 Millionen Lichtjahre von der Milchstraße entfernt und hat einen Durchmesser von etwa 115.000 Lichtjahren. 
Das Objekt wurde am 14. Mai 1903 von Stéphane Javelle entdeckt.